# 日本國鐵DE11型柴油機車
日本国铁DE11型柴油機車是日本國有鐵道（國鐵）所設計、開發的柴油机车。

## 概述
20世纪60年代後期，日本經濟高速成長，鐵路貨運量不断增加，但DD13等早期内燃機車的牵引力與制動力不足以應付於編組場調度貨車（尤其是在駝峰調車場），只好繼續使用蒸汽机车。
為了減輕空氣汙染，需要開發新型内燃機車。于1966年（昭和41年）开发了可用作調車與支線用的DE10型，並以其為基礎，在1967年製造了重型調車機車的原型機 DE10 901，並依照其使用結果開發重型調車機車。

## 與DE10 型的差異
由於並不打算用於牽引幹線客運列車，故未配備蒸氣發生器  ，也省略了總控重連裝置與所需的跳線插頭。 為防止動輪空轉損失牽引力，在短端引擎室裝有混凝土塊作為死重，故運轉整備重量由DE10型的65噸增加為70噸。 
本型車外觀與 DE10 型幾乎相同，只是缺少總控重連裝置跳線插頭。車側的車號標示位置：如無路牌收授護板的車輛，車號位於白色色帶上；有路牌收授器與護板的車輛，車號位置與DE10型相同。

## 子形式

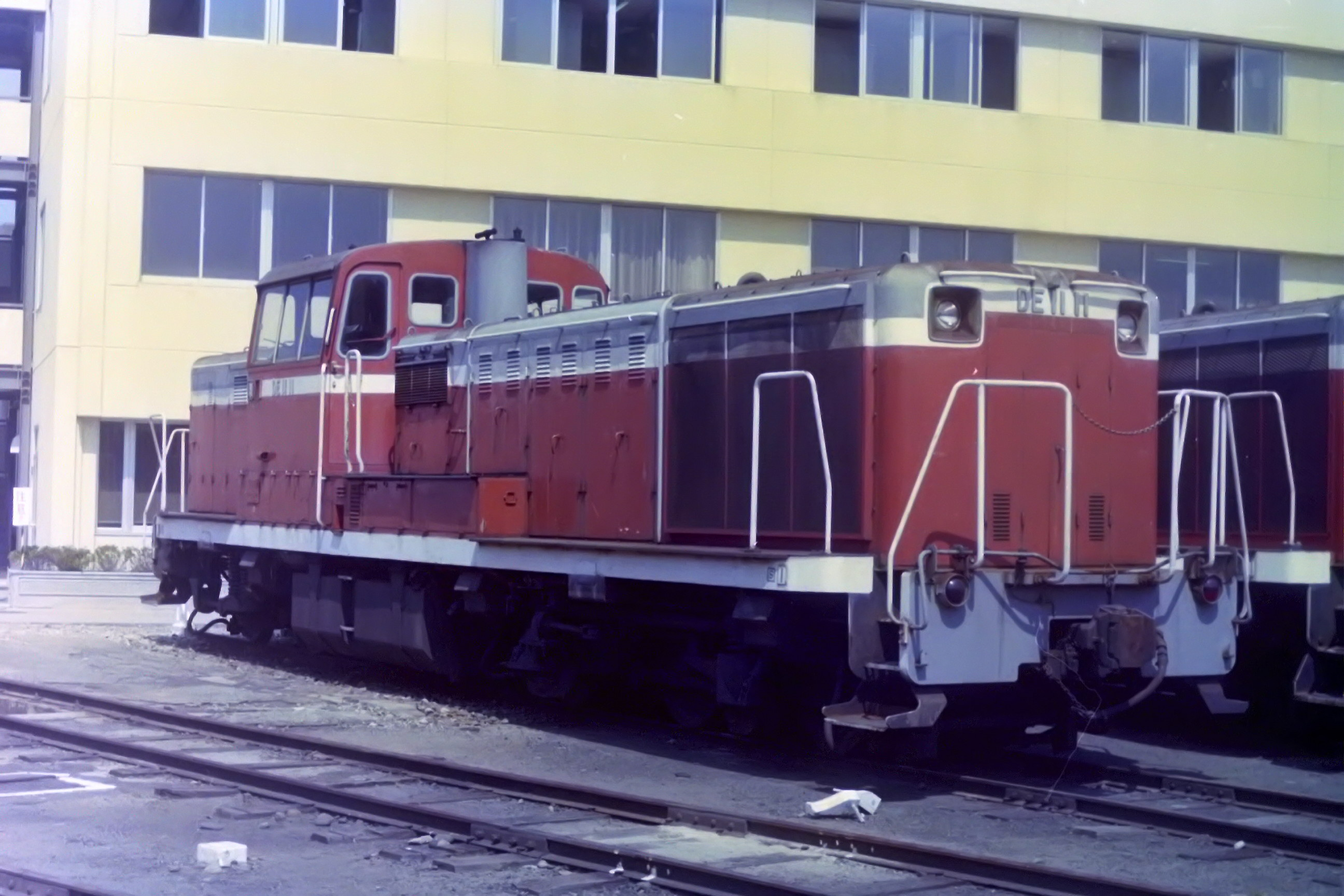
DE11 11 （1985年8月，吹田機關區）

### 0番台
从 1968 年（昭和 43 年）开始生产，由日本車輛製造 、 汽車製造和川崎車輛生产了 65 辆（DE11 1 - 65），配置於新鶴見機關區、大宮機關區、吹田第一機關區等邻近駝峰调车场的機關區，以取代D51型、9600型等蒸汽機車進行作業，改善鄰近地區空氣品質。
本型車至1984年1月底，用於駝峰調車場的重車調度以及地方路線的貨運列車牽引。由於货运系统的改革，停止調度場作業，與 DD13型一起改用於貨物站運轉所的調車作業。
到1987年3月（昭和62年），大部分车辆报废，DE11 44、53、55 由JR东日本继承，在1990年报废。

### 1000番台
由1970 年起，日本車輛製造和川崎重工生產了 46 辆（DE11 1001 - 1046），引擎出力由 1,250匹 馬力增加到 1,350 匹馬力  。其中，川崎重工製造的DE11 1032 - 1045是在接收汽車製造大阪工廠後成立的川崎重工大阪工廠生產的 。 1973年製造的DE11 1028以後的車輛，三軸轉向架的搖枕支撐機構簡化，其型式DT132A型改為DT141型 。
與0番台一樣配置於鄰近各調車場的機關區，用於重車調度與支線的小型貨運列車。為了使調車作業自動化，其中四輛DE11 1030、1031、1035和1046配備了自動無線操縱裝置 ，在武藏野調車場進行試驗。在試驗即將進入實用化之時，1984年日本鐵路貨運輸送體制變化，停止調車場調車作業，後來這些車輛拆除自動無線操縱裝置。
與0番台一樣，大部分車輛在1987 年3 月前報廢，但JR 東日本繼承了10 輛，配置於田端運轉所做為首都圈運轉所的客車調車用，後來轉歸於宇都宮運轉所，由於使用一般客車的客運列車減少而廢車。 2016年报废的DE11 1031在大宮綜合車輛中心安裝了調車用的揚聲器，並將連結器改裝為雙頭型兩用連結器。

報廢車輛中，DE11 1045于2010年6月30日報廢並轉讓給JR貨物 。此外，DE11 1029、1032和1034也在2012至2013年間轉讓。

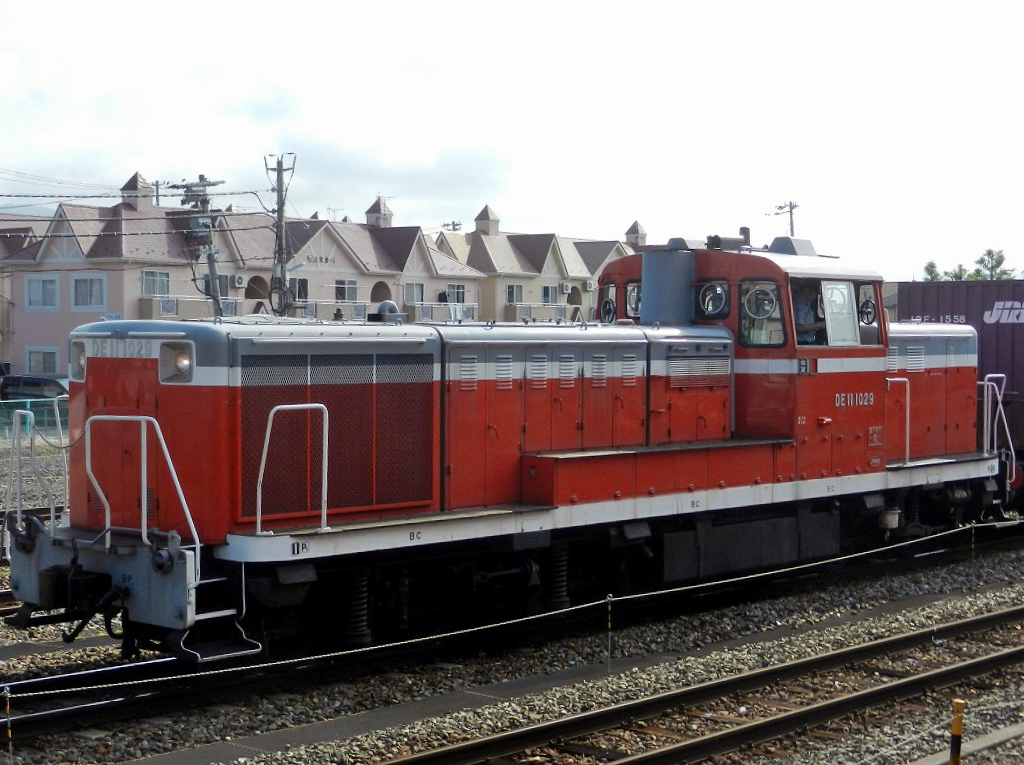
DE11 1029 （2013 年 7 月）
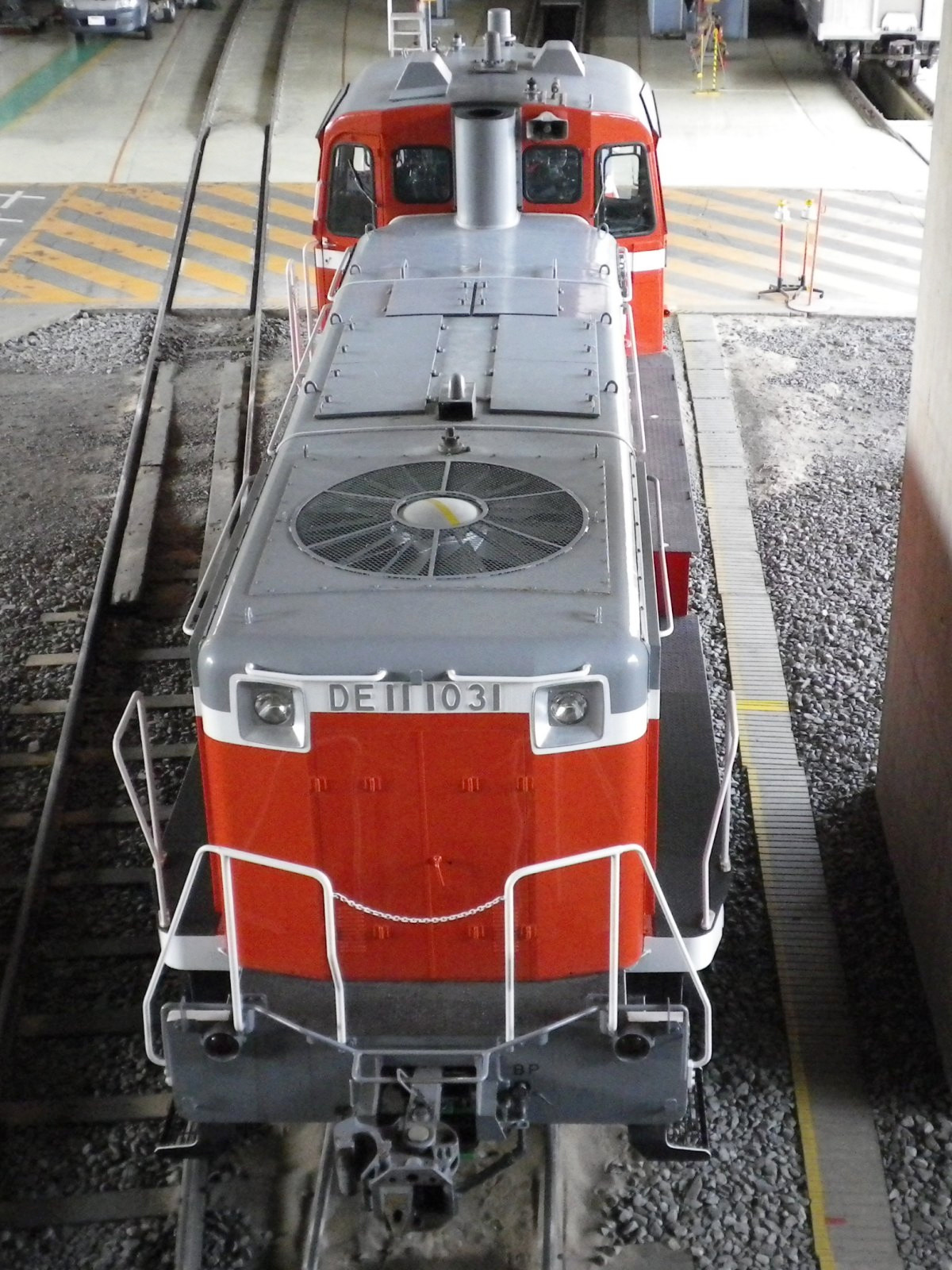
大宮綜合車輛中心的DE11 1031 。駕駛室上方安裝了揚聲器，連接器為雙頭型。 （2010 年 6 月）

### 1901
這是日本車輛製造於1975年8月製造的低噪音原型車。 隔音措施包括增加引擎蓋結構和檢查門的厚度、取消百葉窗（通風孔）、引擎室採用吸音材料進行隔音 ，並使用鼓風機強制通風。駕駛室地板下方安裝了大型排器消音器以減少噪音，所以原位於長端機械室的排氣管改至短端。這也是日本第一台在駕駛室配備空調的內燃機車。雖然名義上配置餘宇都宮運轉所，但實際上一直都在茅崎運轉區作為西湘貨物站列車調度之用。
1999年該站停止貨運業務，高崎線倉賀野站至倉賀野站貨物基地之間的貨物運輸，由2000年成立的高崎運輸（現JR貨物北關東物流），本車讓渡給該單位，車號未變。 2004年機械發生嚴重故障停用，轉移至大宮綜合車輛中心停放，並於2005年拆解。 

### 2000番台
本番台（DE11 2001 - 2004）是在1979 年由日本車輛製造與川崎重工業所生產， 以 1901號車為基礎，加強隔音處理，以改善在位於住宅區的橫濱羽澤站所造成的噪音污染。對策包括采用隔音材料（玻璃棉）隔音并密封機械室，采用大型排气消音器，将散热器移至短側並擴大容量，改變通風扇形式，還加裝了隔音裙。車身長度比一般車型加長了2公尺多。引擎發動運轉時，降噪效果在10公里/小時約10分貝，在26公里/小時約7分貝 。
本型車在2018年（平成30年），配置於新鶴見機關區川崎派出所，用于東海道貨物線横滨羽泽站和相模货运站的調車，以及從青梅線拝島站出發的橫田空軍基地專用線的航空燃油運輸和小運轉作業。以前相模线上有貨運業務，本型車也負責該線相模铁道的甲種車輛輸送，但DE11 2003成為相模貨運站的專屬調車機，現在該作業主要由新鶴見機關區川崎派出所的DE10型負責。

與1900番台一樣，是由日本車輛的豐川工廠設計開發的，與該廠在20世纪70年代為鋼鐵廠生產的低噪音柴油機車有一些相似之處 。
- DE11型2000番台

（茅崎站，1993年6月）
- 新鹤见機關區 DE11 2001（更新机）

 （2019年6月片仓～八王子南野间）

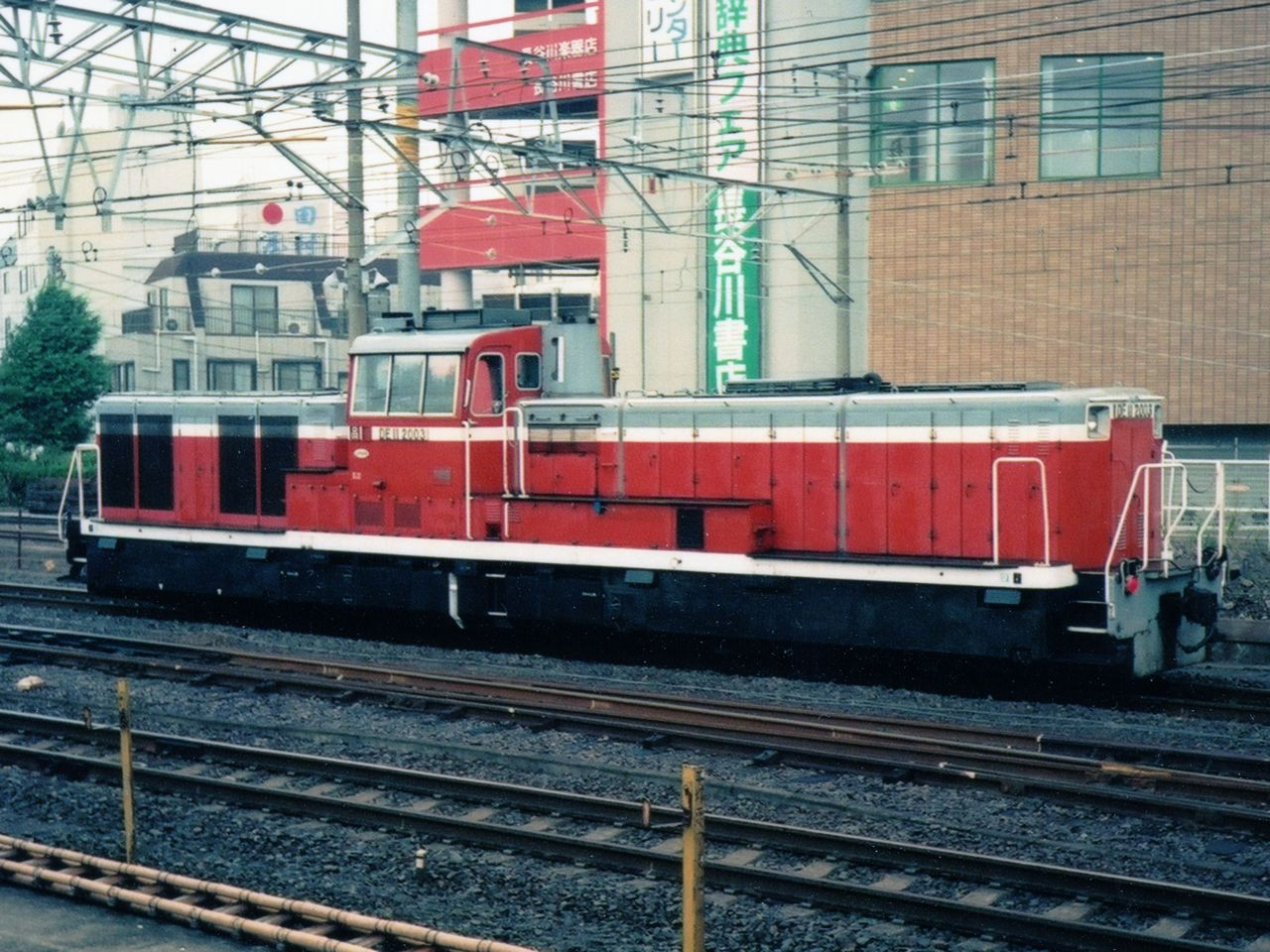
DE11 2003 相模货运站（2019 年 12 月）
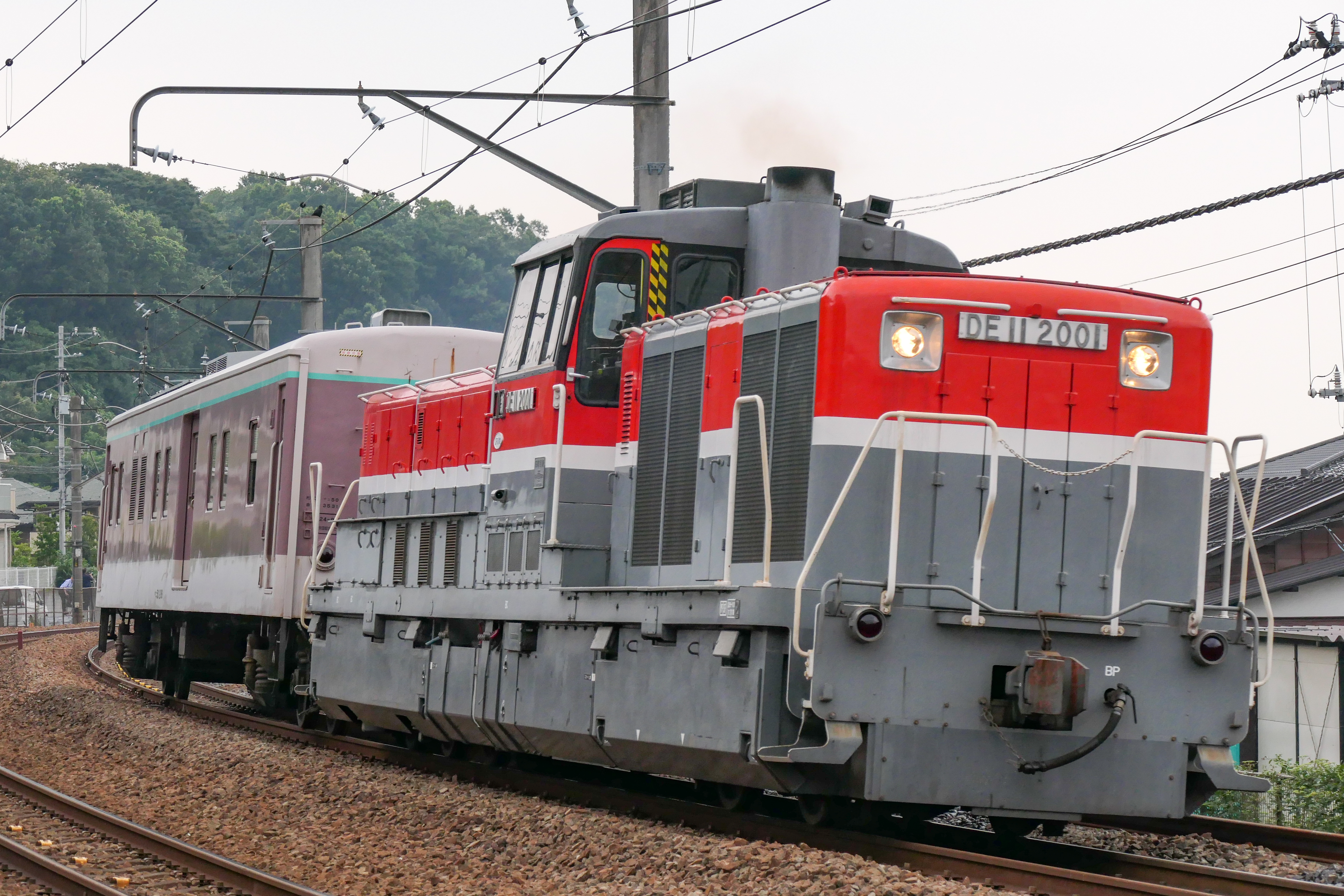
新鹤见機關區 DE11 2001（更新机） （2019年6月片仓～八王子南野间）
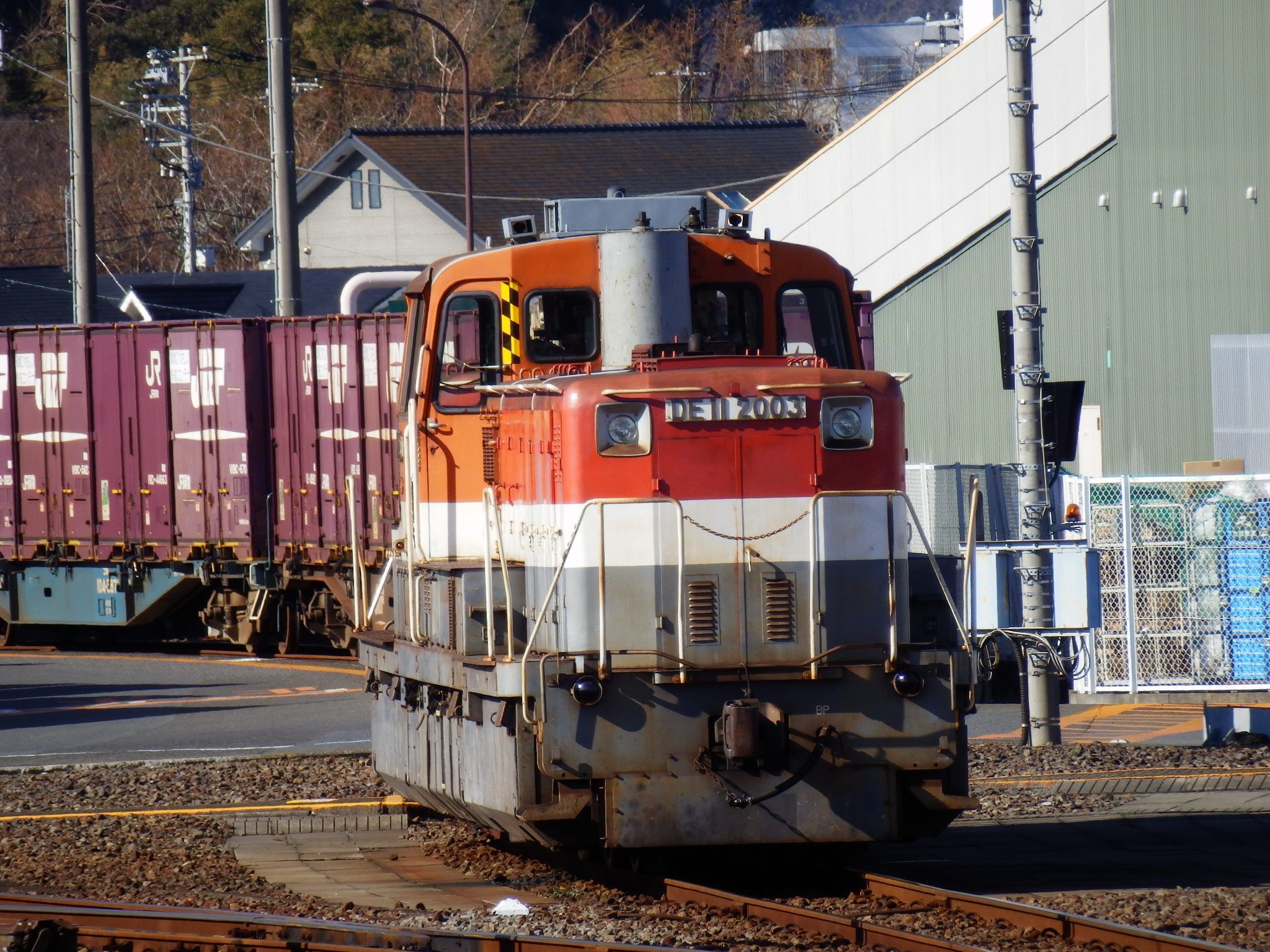
DE11 2003 相模货运站（2019 年 12 月）